# 아로새김
아로새김은 대한민국의 음악 그룹이다. 2016년 정규 앨범 <아로새김>으로 데뷔했다.

## 음반
- 아로새김 (2016)